# Смішко Йосип Якович
Йосип Якович Смішко (нар. 17 травня 1932, с. Устечко, Польща) — український релігійний і громадський діяч. Ювілейна медаль УГКЦ «За активність у відродження греко-католицьких парафій».

## Життєпис
Йосип Смішко народився 17 травня 1932 року у селі Устечко, нині Товстенської громади Чортківського району Тернопільської области України.
У 1963—1965 — учитель у родинному селі. Закінчив духовну семінарію в м. Москва (1970, нині РФ). Священник у селах Берем'яни Бучацького, Ромашівка Чортківського, Кулаківці, Лисичники Заліщицького районів. Засновник підпільного товариства «Апостольство молитви». Від 1988 — в с. Улашківці Чортківського району; співорганізатор відродження УГКЦ на Тернопільщині. За дорученням владики Павла Василика виконував місії на користь УГКЦ в селах Бучацького, Заліщицького, Чортківського районів.
Декан Заліщицького (1990), Товстенського (від 1994) деканатів УГКЦ. У 1994—2003 — парох церкви св. Михаїла в смт Товсте та св. Петра і Павла в с. Рожанівка.